# Miesha Tate
Miesha Theresa Tate, född 18 augusti 1986 i Tacoma i Washington, är en amerikansk före detta MMA-utövare som senast tävlade i organisationen Ultimate Fighting Championship där hon mellan mars 2016 och juli 2016 var organisationens mästare i bantamvikt. Tate har också tävlat i Strikeforce där hon var mästare i bantamvikt mellan juli 2011 och mars 2012.